# Эдогавабаси (станция)

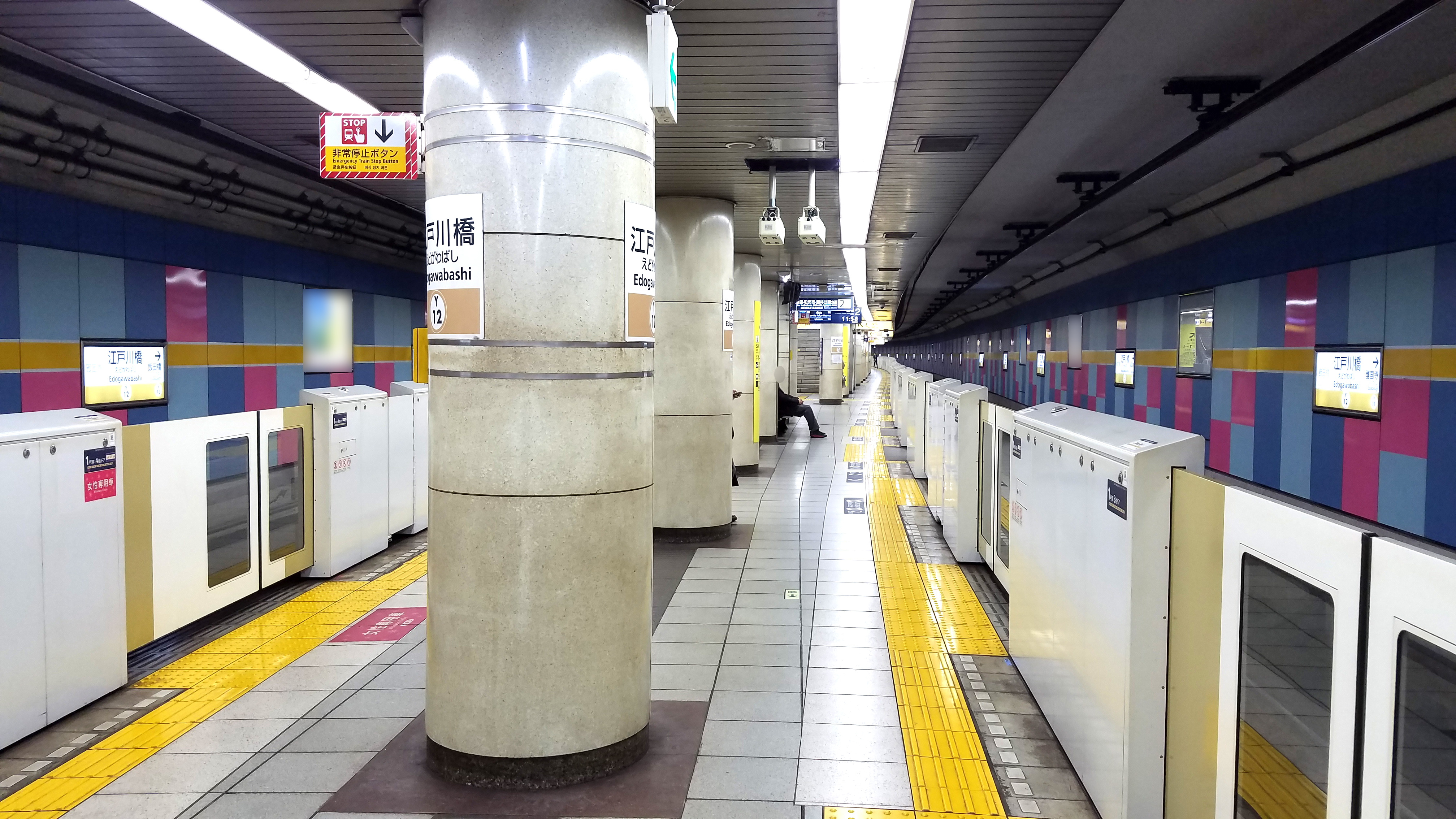
Платформа станции

Станция Эдогавабаси (яп. 江戸川橋駅 эдогава баси эки) — железнодорожная станция на линии Юракутё расположенная в специальном районе Бункё, Токио. Станция обозначена номером Y-12. Была открыта 30 июня 1974 года. В окрестностях станции расположен собор Пресвятой Девы Марии. На станции установлены автоматические платформенные ворота.

## Планировка станции
Одна платформа островного типа и 2 пути.
| 1 | ○ Линия Юракутё | Иидабаси, Юракутё, Син-Киба           |
| 2 | ○ Линия Юракутё | Икэбукуро, Вакоси, Синрин-Коэн, Ханно |

## Близлежащие станции
| «         |  | Линия         |  | »        |
| --------- |  | ------------- |  | -------- |
| Гококудзи |  | Линия Юракутё |  | Иидабаси |